# Пак Чон Пхаль
Пак Чон Пхаль (кор. 박종팔; род. 11 августа 1958, Муан) — южнокорейский боксёр, представитель средних весовых категорий. Выступал на профессиональном уровне в период 1977—1988 годов, владел титулами чемпиона мира по версиям IBF и WBA.

## Биография
Пак Чон Пхаль родился 11 августа 1958 года в уезде Муан провинции Чолла-Намдо, Южная Корея.
Дебютировал в боксе на профессиональном уровне в ноябре 1977 года, отправив своего соперника в нокаут в третьем раунде. Тем не менее, уже в пятом своём поединке сам оказался в нокауте, проиграв малоизвестному соотечественнику Кан Хун Вону.
Несмотря на проигрыш, Пак продолжил активно выходить на ринг и в декабре 1978 года завоевал титул чемпиона Южной Кореи в средней весовой категории.
В августе 1979 года выиграл вакантный титул чемпиона Восточной и тихоокеанской боксёрской федерации (OPBF) в среднем весе, который впоследствии сумел защитить 15 раз. При этом в нетитульном бою он был нокаутирован венесуэльцем Фульхенсио Обельмехиасом (34-1).
Лишился титула OPBF в 1983 году, проиграв непобеждённому соотечественнику На Гён Мину (11-0), но вскоре взял у него реванш и вернул себе чемпионский пояс — на сей раз в полутяжёлом весе.
Благодаря череде удачных выступлений в 1984 году Пак удостоился права оспорить титул чемпиона мира во второй средней весовой категории по версии Международной боксёрской федерации (IBF), который на тот момент принадлежал британцу Марри Сазерленду (41-11-1). Корейский боксёр побывал в нокдауне во втором раунде, затем в четвёртом и восьмом раундах ему самому удалось отправить соперника в нокдаун. Наконец, в одиннадцатом раунде чемпион дважды оказывался в нокдауне и проиграл нокаутом. Одержав победу в этом бою, Пак также получил статус линейного чемпиона во втором среднем весе.
Полученный чемпионский пояс Пак Чон Пхаль сумел защитить восемь раз, выиграв у нескольких сильных представителей дивизиона. В 1987 году он отказался от титула IBF, чтобы побороться за введённый титул чемпиона мира во второй средней весовой категории по версии Всемирной боксёрской ассоциации (WBA) — нокаутировал претендента из Мексики Хесуса Галлардо (18-1) и забрал пояс себе.
Пак один раз защитил титул WBA, после чего в мае 1988 года встретился со своим прошлым обидчиком Фульхенсио Обельмехиасом (48-4) и на сей раз уступил ему по очкам единогласным решением судей.
Последний раз выступил на профессиональном уровне в декабре 1988 года, проиграв нокаутом соотечественнику Пэк Ин Чхолю (43-2) — на этом поражении принял решение завершить спортивную карьеру. В общей сложности провёл на профи-ринге 53 боя, из них 46 выиграл (в том числе 39 нокаутом), 5 проиграл, тогда как в одном случае была зафиксирована ничья.